# Challenge de muntanya Lluís Costa
El Challenge de Muntanya Lluís Costa com el seu nom indica és un memorial a la figura de Lluís Costa Martin (1959-2016) va ser un dels precursors, esportivament parlant, de la recuperació de moltes pujades mítica dins del Campionat de Catalunya de Muntanya, per allà l'any 2006, quan en aquell temps Presidia la Comissió de Muntanya de la Federació Catalana d'Automobilisme, un fet que va fer encetar una nova etapa de curses automobilístiques dintre del Campionat de Catalunya de Muntanya. La competició en si, és un Challenge dins del Campionat de Catalunya d'aquesta modalitat que es disputa a Catalunya. Els promotors i organitzadors son l'escuderia + Gas Factory i últimament es va incorporar l'Associació VelociCat. Es una competició regulada i autoritzada per la Federació Catalana d'Automobilisme (FCA), i consta d'un calendari de diverses pujades, totes incloses dins del campionat pujades de muntanya automobilístiques celebrades en diferents indrets de Catalunya actualment s'han acotat a la provincia de Barcelona, i epr això s'està intentant constituir-se com el Campionat de Muntanya de la provincia de Barcelona.
Al llarg de la curta història, han format part de la Challenge curses tan emblemàtiques com ara la Pujada d'Ullastrell on va ser l'enbrio de la creacio d'aquesta challenge, pero tambe altres com Pujada Sant Mateu, Pujada el Farell, Pujada Gironella a Casserres, i últimament la Pujada a Sant Feliu de Codines.

## Palmarès
[modifica]
Font:
A 5 de desembre de 2025
| Any  | Pilot |
| ---- | ----- |
| 2016 | ?     |
| 2017 | ?     |
| 2018 | ?     |
| 2020 | ?     |
| 2021 | ?     |
| 2022 | ?     |
| 2023 | ?     |
| 2024 | IAN   |
| 2025 | ?     |

1. ↑ Anar a :1,0 1,1 1,2 Segons la Gran Enciclopèdia Catalana, el campió d'aquell any fou Joan Fernández.